# Stefano Nava
Stefano Nava (* 19. února 1969, Milan, Itálie) je bývalý italský fotbalista, který se dnes věnuje komentování fotbalových zápasů.

## Statistika
| Klub             | Sezóna  | Liga   | Liga | Pohár  | Pohár | LM či EL | LM či EL | celkem | celkem |
| Klub             | Sezóna  | Zápasy | Góly | Zápasy | Góly  | Zápasy   | Góly     | Zápasy | Góly   |
| ---------------- | ------- | ------ | ---- | ------ | ----- | -------- | -------- | ------ | ------ |
| Virescit Bergamo | 1988/89 | 30     | 2    | ?      | ?     | ?        | ?        | ?      | ?      |
| AC Reggiana      | 1989/90 | 32     | 0    | ?      | ?     | ?        | ?        | ?      | ?      |
| AC Milan         | 1990/91 | 2      | 0    | ?      | ?     | ?        | ?        | ?      | ?      |
| AC Parma         | 1991/92 | 19     | 0    | ?      | ?     | ?        | ?        | ?      | ?      |
| AC Milan         | 1992/93 | 14     | 0    | 5      | 0     | 5        | 0        | 24     | 0      |
| AC Milan         | 1993/94 | 3      | 1    | 3      | 0     | 2        | 0        | 8      | 1      |
| AC Milan         | 1994/95 | 2      | 0    | 2      | 0     | 1        | 0        | 6      | 0      |
| AC Milan         | 1995    | 0      | 0    | 0      | 0     | 0        | 0        | 0      | 0      |
| Calcio Padova    | 1995/96 | 17     | 0    | ?      | ?     | ?        | ?        | ?      | ?      |
| Servette Ženeva  | 1996/97 | 10     | 1    | ?      | ?     | ?        | ?        | ?      | ?      |
| Servette Ženeva  | 1997/98 | 0      | 0    | ?      | ?     | ?        | ?        | ?      | ?      |
| Sampdoria Janov  | 1998    | 5      | 0    | ?      | ?     | ?        | ?        | ?      | ?      |
| Sampdoria Janov  | 1998/99 | 9      | 0    | ?      | ?     | ?        | ?        | ?      | ?      |
| Pro Sesto        | 2000/01 | 12     | 10   | ?      | ?     | ?        | ?        | ?      | ?      |
| Pro Sesto        | Celkově | 155    | 4    | ?      | ?     | ?        | ?        | ?      | ?      |

## Úspěchy

### Klubové
- 2× vítěz italské ligy (1992/93, 1993/94)
- 1× vítěz italského poháru (1991/92)
- 3× vítěz italského superpoháru (1992, 1993, 1994)
- 1× vítěz Ligy mistrů (1993/94)
- 2× vítěz Superpoháru UEFA (1990, 1994)
- 1× vítěz Interkontinentálního poháru (1990)